# Interesse jurídico
Para o Direito, bem é tudo aquilo que o homem precisa para satisfazer as suas necessidades, e interesse é a razão entre homem e bem. No conceito de Carnelutti, o interesse é a posição favorável à satisfação de uma necessidade. Assim, o interesse tem como sujeito o homem e como objeto o bem.

## Pretensão
A pretensão, na lição de Carnelutti, é a exigência de subordinação de vários interesses alheios aos interesses próprios, e surge quando ocorrem conflitos intersubjetivos de interesses. Esse tipo de conflito é caracterizado pela existência de dois ou mais indivíduos com interesse recaindo sobre um mesmo interesse. Quando ocorre este tipo de conflito, temos que o interesse dos sujeitos passa a ser a submissão do interesse alheio.
Quando uma pretensão é resistida, estamos diante de uma lide.